# Missouri
Missouri (standardsprachlich [mɨˈzɝɹi] oder [məˈzɝɹə]; auch [mɨˈzʊəɹi] oder [məˈzʊəɹi]) ist ein US-Bundesstaat im Mittleren Westen der Vereinigten Staaten von Amerika. Er ist flächenmäßig der 21. größte Bundesstaat und grenzt im Norden an Iowa, im Osten an Illinois, Kentucky und Tennessee, im Süden an Arkansas und im Westen an Oklahoma, Kansas und Nebraska. Damit zählt Missouri zusammen mit Tennessee zu den Bundesstaaten mit den meisten Nachbarstaaten. Im Süden befinden sich die Ozarks, ein bewaldetes Hochland, während im Norden fruchtbare Ebenen die Landschaft prägen. Mit einem Alter von 1,5 Milliarden Jahren gehören die St. Francois Mountains zu den ältesten der Welt. Der Missouri River, nach dem der Staat benannt ist, fließt durch das Zentrum und mündet bei St. Louis in den Mississippi, der die Ostgrenze bildet. Mit über sechs Millionen Einwohnern ist er der 19. bevölkerungsreichste Bundesstaat des Landes. Die beiden größten städtischen Gebiete sind St. Louis und Kansas City, die Hauptstadt ist Jefferson City. Weitere bedeutende Städte sind Columbia und Springfield.
Missouri wurde nach dem Missouri River benannt, der wiederum seinen Namen vom indianischen Volk der Missouri hat. Das Wort stammt von deren Nachbarn, dem Volk der Illinois, die sie wi-mihs-oor-i-t-a nennen, was „die mit den Holz-Kanus“ bedeutet.
Das heutige Missouri ist seit mindestens 12.000 Jahren von Menschen bewohnt. Die Mississippi-Kultur, die zwischen dem 9. und 14. Jahrhundert existierte, errichtete Städte mit pyramidenförmigen und anderen zeremoniellen Hügeln. Die indigenen Völker der Osage und Missouri bewohnten das Gebiet, als die Europäer im 17. Jahrhundert eintrafen. Die Franzosen kamen als erste in der Region an und gliederten das Gebiet in Louisiana als Teil Neufrankreichs ein. Mit St. Genevieve im Jahr 1735 und St. Louis im Jahr 1764 gründeten sie die ersten Ortschaften auf dem Gebiet des heutigen Missouri. Nach einer kurzen Periode spanischer Herrschaft erwarben die Vereinigten Staaten das Gebiet 1803 als Teil des Louisiana Purchase. Amerikaner aus dem Hochland des Südens strömten in das neue Missouri-Territorium und nutzten die Vorteile der fruchtbaren landwirtschaftlichen Ebenen; Missouri spielte eine zentrale Rolle bei der Expansion der Vereinigten Staaten nach Westen. Im Rahmen des Missouri-Kompromisses von 1820 wurde er als Sklavenstaat zugelassen. Ein Jahr später wurde er offiziell als 24. Bundesstaat in die Union aufgenommen. Als Grenzstaat war die Rolle Missouris im Amerikanischen Bürgerkrieg komplex und es kam zu rivalisierenden Regierungen, Überfällen und Guerillakriegen. Nach dem Krieg entwickelten sich sowohl der Großraum St. Louis als auch der Großraum Kansas City zu großen Industrie- und Geschäftszentren.
Heute ist der Staat in 114 Countys und die unabhängige Stadt St. Louis unterteilt. Missouri wird als „Tor zum Westen“, „Mutter des Westens“, „Cave State“ und „Show Me State“ bezeichnet. Seine Kultur vereint Elemente des Mittleren Westens und des Südens der Vereinigten Staaten. Hier wurden die Musikrichtungen Ragtime, Kansas City Jazz und St. Louis Blues geboren. Das bekannte Barbecue im Stil von Kansas City und das weniger bekannte Barbecue im Stil von St. Louis sind im ganzen Bundesstaat und darüber hinaus zu finden.
Missouri ist ein bedeutendes Zentrum der Bierbrauerei und verfügt über einige der freizügigsten Alkoholgesetze in den USA. Hier befindet sich der Sitz von Anheuser-Busch, dem weltweit größten Bierproduzenten, und die Heimat des Missouri-Wine, insbesondere in und um Rheinland. Zu den beliebten Reisezielen außerhalb der großen Städte des Bundesstaates gehören der Lake of the Ozarks, der Table Rock Lake und Branson. Zu den größten Unternehmen mit Sitz im Bundesstaat gehören Cerner, Express Scripts, Monsanto, Emerson Electric, Edward Jones, H&R Block, Wells Fargo Advisors, Centene Corporation und O’Reilly Auto Parts. Zu den bekannten Universitäten in Missouri gehören die University of Missouri, die Saint Louis University und die Washington University in St. Louis.
Bekannte Persönlichkeiten aus Missouri sind u. a. der Schauspieler Brad Pitt, der ehemalige US-Präsident Harry S. Truman, die Musiker Tina Turner und Akon, sowie der bedeutende Schriftsteller Mark Twain.

## Geografie
Die Gesamtfläche Missouris beträgt 180.533 km², womit es auf Rang 21 aller US-Bundesstaaten liegt.
Gleichauf mit Tennessee hat Missouri die meisten Anrainerstaaten. Im Norden liegt Iowa, im Osten Illinois (jenseits des Mississippi), Kentucky und Tennessee, im Süden Arkansas und im Westen Oklahoma, Kansas und Nebraska (jenseits des Missouri River).
Nördlich des Missouris befinden sich die nördlichen Ebenen, die nach Iowa, Nebraska und Kansas hineinragen. Das Ozark-Plateau liegt südlich des Flusses und reicht nach Arkansas und Oklahoma hinein. Auf dem Plateau im Südwesten des Bundesstaates liegt die drittgrößte Stadt Springfield (Missouri).
Die beiden größten Städte, Kansas City und St. Louis, liegen jeweils mittig an der West- und Ostgrenze des Bundesstaates und bilden jeweils Teile der bundesstaatenübergreifenden Metropolregionen Kansas City und Greater St. Louis.

## Geschichte
Das Staatsgebiet Missouris war Teil der Fläche, die Frankreich als Louisiana abgekauft wurde. Missouri, das seinen Namen von den historischen Bewohnern, dem Indianervolk der Missouri, erhielt, wurde 1821 als Teil des Missouri-Kompromisses zum Bundesstaat. Missouri wurde auch „Tor zum Westen“ genannt, weil es Durchgangsland der Siedler auf dem Weg in den Westen war.
Zu Beginn des Amerikanischen Bürgerkrieges hatten es die Sympathisanten der Nordstaaten, die sich hier zu einem großen Teil aus deutschen Einwanderern zusammensetzten, geschafft, den pro-südlich eingestellten Gouverneur und den Großteil der Mitglieder des Staatsparlaments zu vertreiben und Missouri, das sich weiterhin zur Sklaverei bekannte, im Lager der Unionsstaaten zu halten. Der geflüchtete Gouverneur und ein Teil der Parlamentarier verkündeten daraufhin von ihrem Exil aus die Sezession Missouris, das am 28. November 1861 offiziell als 12. Staat in die Konföderation aufgenommen wurde. Obwohl die Unionstruppen und ihre Anhänger den Großteil des Staates kontrollierten, konnten sie nicht verhindern, dass Missouri in der Folgezeit zum Schauplatz eines mit äußerster Grausamkeit geführten Kleinkrieges pro-südlicher Guerillas, der Bushwhacker, gegen die Unionstruppen und die sie unterstützenden irregulären Kampfverbände wurde. Weite Gebiete des Staates verwandelten sich in den folgenden Jahren in ein Niemandsland, in dem Angriffe aus dem Hinterhalt, Brandstiftung und wahllose Morde an echten und vermeintlichen Sympathisanten des gegnerischen Kriegslagers den Alltag bestimmten. Nach dem Massaker von Lawrence erließ der Befehlshaber der Unionstruppen in Missouri, General Thomas Ewing, Jr., am 25. August 1863 seine General Order No. 11, mit der die Zwangsevakuierung von vier Countys (sie entsprechen den deutschen Landkreisen) entlang der Grenze zu Kansas angeordnet wurde. Die gewaltsame Vertreibung von rund 10.000 Personen verfolgte den Zweck, den Südstaaten-Rebellen potentielle Unterstützer zu entziehen, gleichzeitig wurden damit aber auch weite Landstriche Missouris auf Jahre hinaus wieder zur Wildnis. Erst im Januar 1865 wurde in Missouri eine neue Staatsregierung gewählt. Bis dahin hatte ein pro nördlich eingestellter Staatskonvent die Macht im Staat ausgeübt.
Missouri wird im Volksmund auch der Show-Me State genannt, wobei der Ursprung dieser Wendung nicht ganz klar ist. Bekannt wurde die Phrase durch die Rede des Vertreters Missouris im Repräsentantenhaus der Vereinigten Staaten Willard Duncan Vandiver, der 1899 auf einem Bankett in Philadelphia sagte: “I come from a state that raises corn and cotton and cockleburs and Democrats, and frothy eloquence neither convinces nor satisfies me. I am from Missouri. You have got to show me.” Heute wird mit der Phrase vor allem das Klischee bedient, dass die Leute aus Missouri unbeirrbar, konservativ und argwöhnisch seien.

## Politik
| Jahr | Demokraten       | Republikaner     |
| ---- | ---------------- | ---------------- |
| 2024 | 40,0 % 1.200.599 | 58,3 % 1.751.986 |
| 2020 | 41,4 % 1.253.014 | 56,8 % 1.718.736 |
| 2016 | 38,1 % 1.071.068 | 56,8 % 1.594.511 |
| 2012 | 44,3 % 1.215.030 | 53,9 % 1.478.959 |
| 2008 | 49,3 % 1.441.911 | 49,4 % 1.445.814 |
| 2004 | 46,1 % 1.259.171 | 53,3 % 1.455.713 |
| 2000 | 47,1 % 1.111.138 | 50,4 % 1.189.924 |
| 1996 | 47,5 % 1.025.935 | 41,2 % 0.890.016 |
| 1992 | 44,1 % 1.053.873 | 33,9 % 0.811.159 |
| 1988 | 47,9 % 1.001.619 | 51,8 % 1.084.953 |
| 1984 | 40,0 % 0.848.583 | 60,0 % 1.274.188 |
| 1980 | 44,4 % 0.931.182 | 51,2 % 1.074.181 |
| 1976 | 51,1 % 0.998.387 | 47,5 % 0.927.443 |
| 1972 | 37,7 % 0.698.531 | 62,3 % 1.154.058 |
| 1968 | 43,7 % 0.791.444 | 44,9 % 0.811.932 |
| 1964 | 64,0 % 1.164.344 | 36,0 % 0.653.535 |
| 1960 | 50,3 % 0.972.201 | 49,7 % 0.962.221 |
| 1956 | 50,1 % 0.918.273 | 49,9 % 0.914.289 |

### Gliederung
Die Hauptstadt Missouris ist Jefferson City. Missouri ist in 114 Countys eingeteilt. Die Stadt St. Louis gehört keinem County an.

### Politisches System
Die jetzige Verfassung von Missouri, die vierte des Staates, wurde 1945 verabschiedet und setzt die Gewaltenteilung um. Die Gesetzgebung findet durch ein Zweikammersystem statt: durch ein Repräsentantenhaus und einen Senat. Beide zusammen bilden die Missouri General Assembly. Der Gouverneur ist mit der Leitung der Regierungsgeschäfte betraut, verfügt über das Begnadigungsrecht und hat darüber hinaus repräsentative Aufgaben. Der jetzige Gouverneur ist der Republikaner Mike Parson. Missouri stellt acht Abgeordnete im Repräsentantenhaus.
Da Missouri im Zentrum des Landes liegt und politisch gesehen Nord-/Süd- sowie West-/Ost-Differenzen und sowohl Großstädte als auch ländliche Gegenden hat, galt der Staat oft als „Bellwether“ (deutsch: „Leithammel“, „Indikator“) für die Gesamtstimmung der Vereinigten Staaten (bekannt als Missouri Bellwether). Von 1904 bis 2004 stimmte Missouri mit Ausnahme von 1956 immer für den am Ende siegreichen Präsidentschaftskandidaten und war damit ein klassischer Swing State. Seit 1996 hat den Staat allerdings kein demokratischer Kandidat mehr gewonnen, weswegen Missouri heute als roter Staat (Hochburg der Republikaner) gilt. So konnten alle republikanischen Kandidaten – mit Ausnahme von 2008 – den Staat mit recht deutlicher Mehrheit für sich entscheiden. Lediglich 2008 gewann der Kandidat der Republikaner, John McCain, mit weniger als 4.000 Stimmen den Staat und damit denkbar knapp vor dem Demokrat Barack Obama.
In seinen südöstlichen Gebieten ist Missouri auch noch von Ausläufern des Bible Belts geprägt. Unter der Regierung von George W. Bush war Missouri zunächst stark republikanisch geprägt. Bei den Senatswahlen 2006 gewann die Demokratin Claire McCaskill in einem Kopf-an-Kopf-Rennen gegen ihren republikanischen Gegenkandidaten Jim Talent, nach den Wahlen zum Repräsentantenhaus 2010 waren aber sechs der neun Abgeordneten Mitglieder der Republikanischen Partei. Im 113. Kongress verlor Missouri ein Mandat; dies ging zu Lasten der Demokraten, die nun nur noch zwei Abgeordnete stellen. Im Electoral College verfügt Missouri seit 2012 über zehn Stimmen, 1984 waren es noch zwölf.
Regierungen
- Liste der Gouverneure von Missouri
- Liste der Vizegouverneure von Missouri

Vertretung im Kongress
- Liste der US-Senatoren aus Missouri
- Liste der Mitglieder des US-Repräsentantenhauses aus Missouri

### Polizei und Nationalgarde
Die Polizei auf Staatsebene ist die Missouri State Highway Patrol. Sie untersteht dem Missouri Department of Public Safety. Daneben ist die Polizei auf Ebene der Countys und Kommunen organisiert. Die Missouri National Guard wird neben ihrer Rolle als militärische Reserve auch für Notfälle aller Art im eigenen Land eingesetzt. Ihr gehören freiwillig Dienst leistende Milizsoldaten an, die dem Gouverneur unterstehen. Bei Einsätzen auf Bundesebene ist der Präsident der Vereinigten Staaten Commander-in-Chief. Adjutant General of Missouri ist Brigadier General Levon E. Cumpton. Von der Nationalgarde zu trennen ist die Staatsgarde, die Missouri State Defense Force, die allein dem Bundesstaat verpflichtet ist.

### Todesstrafe
Sowohl absolut als auch relativ wird die Todesstrafe in Missouri oft gefällt und vollstreckt.
Wird die Bevölkerung des Jahres 2010 mit den Hinrichtungen bis zum 17. Januar 2016 ins Verhältnis gesetzt, so steht Missouri mit 1,44 Hinrichtungen pro 100.000 Einwohner an vierter Stelle nach Oklahoma (2,99), Texas (2,11) und Delaware (1,78). Gouverneur Jay Nixon war ein Befürworter der Todesstrafe. Während seiner Amtszeit als Gouverneur wurden 20 Menschen hingerichtet. (Stand Dezember 2015)
Anzahl der Hinrichtungen pro Jahr:
| Jahr   | 1989 | 1990 | 1991 | 1992 | 1993 | 1995 | 1996 | 1997 | 1998 | 1999 | 2000 | 2001 | 2002 | 2003 | 2005 | 2009 | 2011 | 2013 | 2014 | 2015 | 2016 | 2017 |
| ------ | ---- | ---- | ---- | ---- | ---- | ---- | ---- | ---- | ---- | ---- | ---- | ---- | ---- | ---- | ---- | ---- | ---- | ---- | ---- | ---- | ---- | ---- |
| Anzahl | 1    | 4    | 1    | 1    | 4    | 6    | 6    | 6    | 3    | 9    | 5    | 7    | 6    | 2    | 5    | 1    | 1    | 2    | 10   | 6    | 1    | 1    |

Mit 88 Hinrichtungen – davon 20 in den Jahren 2013–2017 – steht Missouri nach Texas, Oklahoma, Virginia und Florida an fünfter Stellte der Staaten mit den meisten Hinrichtungen in den USA. Die letzte wurde 2017 vollstreckt.

### Rassismus
Am 2. August 2017 gab die National Association for the Advancement of Colored People aufgrund der zahlreichen rassistischen Zwischenfälle, des Racial Profiling seitens der Polizei und einem neuen Gesetz in dem Bundesstaat, das Klagen wegen rassistischer Diskriminierung erschwert, eine Reisewarnung für Missouri heraus. Dies war die erste derartige Reisewarnung für einen US-Bundesstaat. Darin heißt es u. a.:
Personen, die in diesem Bundesstaat reisen, sollten dies mit extremer Vorsicht tun. Verbrechen aufgrund von Rasse, Geschlecht und Hautfarbe haben in Missouri eine lange Geschichte. Missouri, die Heimat von Lloyd Gaines und Dred Scott, die zweifelhafte Ehre des Missouri-Kompromisses, und einer der letzten Bundesstaaten, in dem die Sklaverei Geschichte wurde, ist möglicherweise nicht sicher ... Der Gesetzesentwurf SB 43 legalisiert individuelle Diskriminierung und Belästigung in Missouri und würde Menschen in Missouri daran hindern, sich vor Diskriminierung, Belästigung und Rache zu schützen. Außerdem hat die übereifrige Ahndung von geringfügigen Verstößen gegen die Straßenverkehrsordnung dazu geführt, dass Afroamerikaner 75 % häufiger [von der Polizei] aufgehalten werden als Weiße.

## Bevölkerung

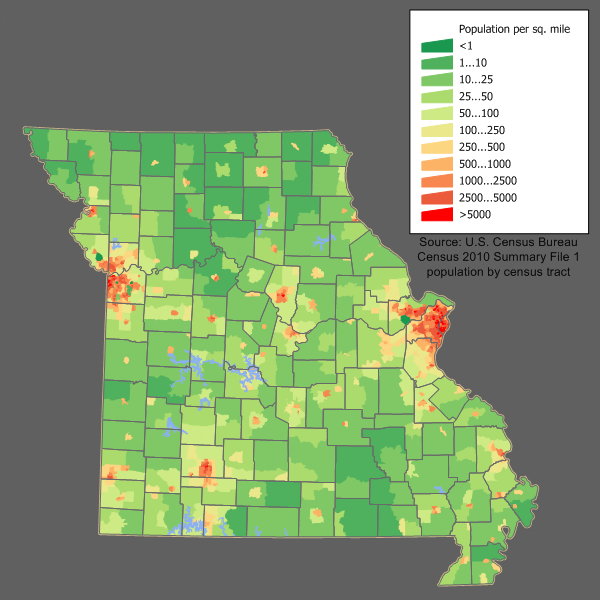
Bevölkerungsdichte

Laut der Volkszählung von 2020 betrug die Einwohnerzahl 6.154.913. Die größten Städte sind Kansas City und St. Louis.
83,7 % (5.058.971) der Bevölkerung von Missouri sind Weiße,
11,7 % (700.704) sind Schwarze,
3,9 % (233.568) sind Hispanics,
1,8 % (107.800) sind asiatischer Abstammung,
0,5 % (29.944) sind Indianer oder alaskischer Abstammung,
0,1 % (5988) sind Hawaiier oder Polynesier und
2,0 % (119.778) zählen sich zu einer heterogenen Abstammung.
6,2 % der Bevölkerung ist jünger als 5 Jahre, 23,1 % sind unter 18 Jahre, 15,0 % sind 65 Jahre oder älter. Der weibliche Anteil der Bevölkerung beträgt 51,0 %. (Stand 2013)
Die fünf größten Abstammungsgruppen in Missouri sind: Deutsch (27,4 Prozent), Irisch (14,8 Prozent), Englisch (10,2 Prozent), American (8,5 Prozent) und Französisch (3,7 Prozent).
6,1 % der Bewohner Missouris sprechen zu Hause eine andere Sprache als Englisch.
3,9 % der Bewohner Missouris sind im Ausland geboren worden. 87,2 % der über 25-Jährigen haben einen High-School-Abschluss, 25,8 % dieser Altersgruppe haben einen akademischen Abschluss (Bachelor).

### Religionen
Die mitgliederstärksten Religionsgemeinschaften im Jahre 2000 waren die katholische Kirche mit 856.964, die Southern Baptist Convention mit 797.732 und die United Methodist Church mit 226.578 Anhängern.
Etwa 20 % der Bevölkerung sind römisch-katholischer Konfession; insbesondere in den Gegenden der Städte Kansas City und St. Louis. Baptisten, Methodisten und Lutheraner – unter denen die Lutheran Church – Missouri Synod eine bedeutende Rolle spielt – gehören zu den protestantischen Bekenntnissen. Independence nahe Kansas City gilt den Mormonen als zukünftiges Neues Jerusalem, besonders Anhänger der kleineren mormonischen Kirchen sind dort konzentriert.

### Größte Städte
| Ort          |              |  |         | Einwohner |
| Kansas City  | Kansas City  |  | 508.090 | 508.090   |
| St. Louis    | St. Louis    |  | 301.578 | 301.578   |
| Springfield  | Springfield  |  | 169.176 | 169.176   |
| Columbia     | Columbia     |  | 126.254 | 126.254   |
| Independence | Independence |  | 123.011 | 123.011   |
| Lee’s Summit | Lee’s Summit |  | 101.108 | 101.108   |
| O’Fallon     | O’Fallon     |  | 91.316  | 91.316    |
| St. Joseph   | St. Joseph   |  | 72.473  | 72.473    |
| St. Charles  | St. Charles  |  | 70.493  | 70.493    |
| Blue Springs | Blue Springs |  | 58.603  | 58.603    |
| St. Peters   | St. Peters   |  | 57.732  | 57.732    |
| Florissant   | Florissant   |  | 52.533  | 52.533    |
| Joplin       | Joplin       |  | 51.762  | 51.762    |
| Chesterfield | Chesterfield |  | 49.999  | 49.999    |
| Census 2020  |              |  |         |           |

## Wirtschaft und Infrastruktur

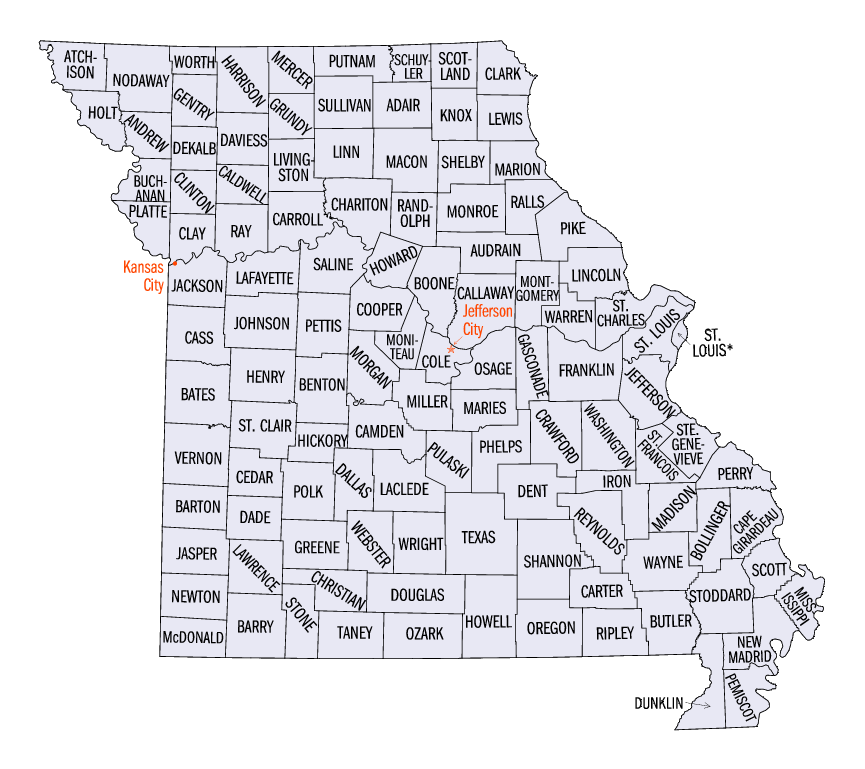
Bezirke (Countys) Missouris

Das Bruttoinlandsprodukt pro Kopf (engl. per capita GDP) lag im Jahre 2016 bei USD 49.383 (nationaler Durchschnitt der 50 US-Bundesstaaten: 57.118; nationaler Rangplatz: 36). Die Arbeitslosenquote lag im November 2017 bei 3,4 % (Landesdurchschnitt: 4,1 %).
Wichtigste Industriezweige sind Luftfahrttechnik, Logistik, Landwirtschaft und Nahrungsmittelwirtschaft, Chemie, Druckindustrie, Elektronik.
Die landwirtschaftliche Produktion konzentriert sich auf Rindfleisch, Bohnen, Schweinefleisch, Heu, Mais, Geflügel und Eier.
Im Südosten Missouris in den fruchtbaren Ebenen des Mississippis wird Baumwolle und Reis angebaut.
Missouri besitzt große Vorräte von Kalkstein. Andere Bodenschätze sind Blei und Kohle. Die Bauindustrie wird von hier aus mit Zement und Kies beliefert.
Tourismus und Dienstleistung sind weitere wichtige Erwerbszweige.

## Bildung
Die wichtigsten staatlichen Universitäten sind die University of Missouri mit Hauptstandort in Columbia, die Missouri State University, die Missouri Western State University und die Southeast Missouri State University. Die bekanntesten privaten Hochschulen sind die Washington University in St. Louis und die Saint Louis University. Weitere Hochschulen sind in der Liste der Universitäten in Missouri verzeichnet.